# Leptocoelotes edentulus
Espèce
Synonymes
- Coelotes edentulus Wang & Ono, 1998

Leptocoelotes edentulus est une espèce d'araignées aranéomorphes de la famille des Agelenidae.

## Distribution
Cette espèce est endémique de Taïwan.

## Description
La femelle holotype mesure 7,94 mm.

## Publication originale
- Wang & Ono, 1998 : The coelotine spiders (Araneae, Amaurobiidae) of Taiwan. Bulletin of the National Museum of Nature and Science Tokyo, sér. A, vol. 24, p. 141-159 (texte intégral).